# Bartholomew Roberts
Bartholomew Roberts, pseudonimo di John Roberts, noto anche come Black Bart (in gallese: Barti Ddu) (Casnewydd-Bach, 17 maggio 1682 – Capo Lopez, 10 febbraio 1722), è stato un pirata britannico, tra i più famosi mai esistiti.

## Biografia
Nato nel piccolo villaggio di Casnewydd-Bach, tra Fishguard ed Haverfordwest nel Pembrokeshire, Galles, il suo nome di battesimo era John Roberts. Non sono certi i motivi del cambiamento del nome, ma è ipotizzabile che la scelta di Bartholomew fosse stata fatta in onore del celebre bucaniere Bartholomew Sharp. È probabile che si sia avventurato in mare all'età di soli tredici anni, ovvero nel 1695, ma di lui non si hanno notizie fino al 1718, quando lo troviamo registrato tra l'equipaggio di uno sloop nelle Barbados.
Nel 1719, all'età di 37 anni, è registrato come ufficiale in terza a bordo di una nave di schiavi di nome Princess, proveniente da Londra, al comando di un certo capitano Abraham Plumb. Ai primi di giugno di quello stesso anno, mentre la nave era ancorata ad Anomabu, lungo la Costa d'Oro africana, venne catturata dai pirati. L'imbarcazione fu assalita da due navi, la Royal Rover e la Royal James, entrambe sotto la guida del capitano Howell Davis. Unitosi ai pirati, Roberts nel giro di sei settimane fu eletto capitano del vascello Rover dopo la morte del capitano Davis avvenuta nei pressi dell'isola di El Principe.

### L'attività da pirata
La sua attività non consisteva nei soli abbordaggi di mercantili. Nel 1720 Bartholomew Roberts, dopo aver appreso che a Nevis erano stati giustiziati alcuni pirati, si diresse verso il vicino porto di Basseterre, incendiando alcune navi e offrendo una taglia sui funzionari responsabili perché fossero essi stessi giustiziati. Successivamente, in occasione dell'attacco ad una nave francese, catturò il governatore della Martinica, che pagò con l'impiccagione a un albero della propria nave l'aver fatto giustiziare dei pirati.
Dopo aver pesantemente colpito i commerci sulla rotta delle Indie nel 1721, il 10 febbraio dell'anno successivo Roberts fu ucciso sulla sua nave ammiraglia, la Royal Fortune, durante uno scontro al largo di Cape Lopez, in Gabon. Fu un colpo di cannone alla gola ad ucciderlo mentre stava combattendo personalmente contro Chaloner Ogle, capitano della nave da guerra Swallow inviata a combattere la pirateria nell'Africa occidentale. I suoi compagni, esaudendo le volontà del loro capitano, riuscirono a gettare in mare il suo corpo prima che fosse catturato. Dal 1719 al momento della cattura l'equipaggio di Black Bart aveva catturato 456 vascelli.

### Il processo ai suoi compagni

La bandiera di Bartholomew Roberts.

Il processo iniziò il 28 marzo 1722 presso un tribunale speciale istituito ad hoc presso il castello di Cape Coast (Ghana), una fortezza per la tratta degli schiavi. Il tribunale comprendeva il capitano Herdman, comandante dalla nave Weymouth, come presidente della corte e, come commissari, James Phipps, generale della costa, Edward Hyde, segretario della Royal African Company, i mercanti Francis Boye e Henry Dodson e i tenenti di vascello Barnsley e Fanshaw (chiamati per raggiungere il numero legale di sei commissari); il capitano Ogle, in qualità di artefice della cattura, non entrò nella giuria.
I capi d'accusa erano due: associazione criminale contro i commerci dei sudditi di sua maestà e attacco alla nave Swallow della Royal Navy. Il processo fu veloce, grazie ad un numero enorme di testimoni, per lo più membri dell'equipaggio della Swallow; per assicurare un processo equo venne fatto scarso uso del linguaggio tecnico legale. Le prime esecuzioni furono avviate già il 3 aprile ed entro il 20 aprile furono eseguite tutte le condanne a morte, per un totale di 52. 17 condannati scontarono la pena al carcere di Marshalsea, altri ancora furono assolti per aver provato di essere stati costretti a collaborare con i pirati sotto minaccia.

## Il codice dei pirati
Roberts fu una personalità particolarmente austera e fin dai primi periodi di attività si impegnò per estendere a tutta la ciurma un rigido sistema di regole per la comunità. La costante ricerca di ricchezze, nonché lo stile di vita che impose a tutti i membri dell'equipaggio, riflettono l'atteggiamento tipico della borghesia europea e soprattutto americana. La dimensione piratesca di Roberts può essere considerata una delle prime società sistematicamente organizzate sui principi “imprenditoriali” e “moralistici”, cari al ceto borghese. In questi termini risulta emblematico il codice dei pirati, stilato nel 1720, basato su rigidi dettami tecnici e morali. Se ne riporta qui l’intero contenuto:
- Ogni uomo ha diritto di voto nelle questioni di discussione. Ha egual diritto a provviste fresche e liquori forti, presi in qualsiasi occasione, e può farne uso a piacimento a meno che la situazione non renda necessario porre un limite per il bene comune.

- Se un uomo froda la compagnia per gioielli o monete sarà punito con l’abbandono su un’isola deserta. Vi sarà lasciata una pistola con un solo colpo, una bottiglia d’acqua e una di polvere da sparo, così che sopravviva oppure muoia. Se la ruberia avviene tra compagni, al colpevole saranno tagliati naso e orecchie ed egli sarà lasciato a terra.

- Nessuno deve giocare a carte o dadi per soldi.

- I pezzi d’artiglieria, pistole e coltelli devono essere tenuti puliti e pronti all’uso.

- Il disertare la nave o la postazione in battaglia è punita con la morte o l’abbandono in un luogo deserto.

- A bordo non sono ammessi duelli, ma le dispute devono essere terminate a terra, con la spada o con la pistola. Il quartiermastro della nave, quando i pirati non giungono a una riconciliazione, li accompagna a terra con l’assistenza che ritiene adatta e pone i duellanti schiena contro schiena a una determinata distanza l’uno dall’altro. Alla parola d’ordine essi si girano e fanno fuoco, o l’arma sarà loro tolta di mano. Se entrambi mancano il bersaglio è la volta dei coltelli e si dichiara vincitore chi prima ferisce l’avversario.

- Luci e candele devono essere spente alle otto di sera: se un membro dell’equipaggio, dopo quell’ora ha ancora inclinazione a bere dovrà farlo sul ponte scoperto.

- Nessun bambino e nessuna donna sono ammessi a bordo. Se un uomo viene colto a sedurre un individuo di un altro sesso o lo porta in mare travestito da uomo, sarà ucciso.

- Nessun uomo deve parlare di abbandonare tale stile di vita, finché tutti non avranno mille sterline. Se a tal fine dovesse perdere un braccio, o diventare storpio in servizio, riceverà ottocento dollari dalla cassa comune o una somma adeguata per le ferite minori.

- Il capitano e il quartiermastro devono ricevere due quote di un bottino; il primo ufficiale, il nostromo e il cannoniere una quota e mezzo, gli altri ufficiali una quota e un quarto.

- I musicisti devono riposare la domenica, ma negli altri sei giorni e notti nessuno gode di favore speciale.

L'assetto del codice si può definire democratico; tutti i membri dell'equipaggio sottostanno a un ferreo sistema di premi e punizioni e inoltre ognuno ha diritto a un'equa parte di bottino, eccezion fatta per le figure più importanti nella nave. 
Roberts stesso, dopo soli sei mesi di attività, distintosi per il suo talento, fu eletto capitano della Royal Rover, nonostante la situazione d'emergenza. Il pirata salì al potere grazie a un'elezione 'popolare' e soprattutto sulla base di capacità e meriti. In queste collettività reiette si sperimentava e si collaudava una società meritocratica e relativamente democratica; invece negli stati più civili d'Europa, il potere si considerava ancora come di diritto divino, appannaggio di una ristretta élite. Inoltre l'uguale divisione dei beni e ricchezze era inconcepibile.
Degni di attenzione sono il primo articolo, dove si fa chiaramente riferimento al concetto di bene comune, a cui si correlano gli articoli 3 e 6: il regolamento prevede che sia sempre mantenuto un equilibrio all’interno della comunità con l'esigenza di calcolare accuratamente i provvedimenti da prendere nella gestione dell’attività.
Roberts stesso in primis adottò durante la sua carriera numerosi accorgimenti, anche pratici e immediati, che lo avrebbero reso il paladino della puntualità e della misura. Questo atteggiamento, insolito per un fuorilegge, contribuì a rendere la sua figura degna di nota nel panorama della pirateria occidentale.
Roberts era un fervente cristiano, osservava la domenica come giorno di riposo e concesse tale privilegio ai musicisti della flotta Nicholas Bratler e James White, entrambi violinisti. Pretendeva che ci fosse un cappellano per soddisfare le esigenze spirituali dell’equipaggio, tantoché nel 1721, durante un abbordaggio in Guinea, fu catturato anche un ecclesiastico: Roberts fece ogni sforzo per persuaderlo a rimanere a bordo. Il prelato non si lasciò convincere e non solo venne risparmiato, ma gli venne concesso di andarsene in sicurezza con tutti gli averi. L’episodio testimonia la preoccupazione del pirata per la vita religiosa, coniugando l’attenzione per la dimensione spirituale ed economica. Ciò in conformità alla rigida etica calvinista propria della borghesia occidentale e americana.
Roberts si faceva toilette prima del combattimento, era solito indossare un panciotto e un paio di pantaloni di ricco damasco, una catena d’oro con una croce di diamanti al collo e le armi appese a una fascia di seta che teneva sempre in bella vista a tracolla. Ostentava le ricchezze e teneva in conto la sua immagine.
Lo stesso soprannome “Black Bart” derivava dalla carnagione e dai capelli e mostra che il suo desiderio di farsi notare fosse recepito anche all’epoca. Ciò risponde a due principali esigenze della borghesia moderna: far spiccare la propria individualità in modo da porsi come figura di riferimento per i subalterni e allo stesso tempo affermarsi come rappresentante di una classe in continua e inarrestabile ascesa sociale. Questa dinamica si concretizza anche nel tentativo di imitare l’opulenza e lo stile di vita tipico dell’aristocrazia.

## Influenze sulla cultura di massa
- Roberts viene citato da Long John Silver nel celebre romanzo L'isola del tesoro.

- Più recentemente ha ispirato il personaggio di Orso Bartholomew nel manga One Piece.

- Nella saga cinematografica Pirati dei Caraibi (precisamente nel primo e terzo film, La maledizione della prima luna e Ai confini del mondo), un pirata di nome "Bartholomew" viene indicato come uno degli autori del Codice dei pirati assieme a Henry Morgan. Sebbene nella serie di libri prequel Pirates of the Caribbean: Legends of the Brethren Court sia stato confermato che questo pirata non è il vero Bartholomew Roberts, è molto probabile che il pirata realmente esistito abbia ispirato il nome del personaggio.

- Roberts viene anche citato nel libro La storia fantastica, come causa della morte del protagonista Wesley; in seguito si scopre che "Roberts" è un titolo che il capitano precedente conferisce ad un membro della ciurma che si è particolarmente distinto, e anche Wesley stesso ne assume l'identità.

- Una blanda citazione di "Black Barty" viene effettuata anche nell'episodio Emily Lake (seconda parte) della terza stagione della serie televisiva WareHouse 13, (SCIFI), dove un cannone appartenente al pirata, con un'enorme potenza e gittata, potrebbe minacciare il Warehouse 13.

- È uno dei personaggi più importanti di Assassin's Creed IV: Black Flag, dove si scopre che lui è un "Saggio".

- Il gruppo speed metal tedesco Running Wild ha inserito una canzone intitolata "Black Bart", dedicata a Roberts, nel suo album Rapid Foray, pubblicato nel 2016.